# Nitrowanie
Nitrowanie – reakcja chemiczna polegająca na wymianie (substytucji) atomu wodoru (lub rzadziej innego jednowartościowego podstawnika) w związku organicznym na grupę nitrową (−NO2). W wyniku nitrowania tworzą się związki nitrowe.

## Nitrowanie związków aromatycznych
Nitrowanie związków aromatycznych zachodzi według mechanizmu substytucji elektrofilowej. W mieszaninie nitrującej, która jest typowym środkiem nitrującym, powstaje elektrofilowy kation nitroniowy (NO2+), który jest atakowany przez pierścień aromatyczny nitrowanego związku, np. benzenu:
Kwas siarkowy jest katalizatorem w reakcji nitrowania. Jego rola polega na tworzeniu jonu nitroniowego oraz absorpcji wody, obecnej w środowisku reakcji.
W zależności od warunków reakcji i proporcji mieszaniny nitrującej z powstałego nitrobenzenu mogą się następnie, w analogiczny sposób, tworzyć pewne ilości dinitrobenzenu i trinitrobenzenu. Nie da się przyłączyć więcej niż trzech grup nitrowych do pojedynczego pierścienia aromatycznego w drodze bezpośredniego nitrowania.
W wyniku nitrowania 9-fluorenonu (ketonowej pochodnej fluorenu, ), który zawiera 2 pierścienie aromatyczne, można otrzymać pochodną trinitrową lub tetranitrową, zależnie od zastosowanych warunków nitrowania.
Niektóre podstawniki (np. grupa aminowa lub hydroksylowa) znacznie ułatwiają podstawienie elektrofilowe, dlatego np. w wyniku działania mieszaniną nitrującą na fenol można łatwo otrzymać stosunkowo czysty trinitrofenol (kwas pikrynowy).

## Nitrowanie związków alifatycznych
Nitrowanie alkanów przeprowadza się zwykle działając parami kwasu azotowego na nitrowany związek w temp. 300–500 °C.

## Nitrowanie alkoholi
Nitrowaniem nazywa się też (niepoprawnie z chemicznego punktu widzenia) estryfikację mieszaniną nitrującą np. gliceryny lub celulozy, w wyniku której powstają odpowiednie azotany, noszące zwyczajowe nazwy, odpowiednio nitrogliceryna i nitroceluloza. Mechanizm „nitrowania” alkoholi: